# Espirògraf
L'espirògraf és una joguina de dibuix geomètric que permet traçar corbes matemàtiques estil ruleta, tècnicament conegudes com a hipotrocoide i epitrocoide. Va ser desenvolupat per l'enginyer britànic Denys Fisher i venut per primera vegada el 1965.
En computació, la idea es pot ampliar de forma recursiva per generar un espirògraf fractal, on el cercle generatiu actua a la vegada de cercle directiu d'un de més petit, i així successivament generant cada vegada més detall en el traç final d'una manera similar a les  sèries de Fourier complexes. Dit d'una altra manera, un espirògraf bàsic de dos cercles (l'immòbil, anomenat directiu, i el que fa la rotació, anomenat generatiu) es pot considerar el cas més simple d'una família de corbes trocoides.

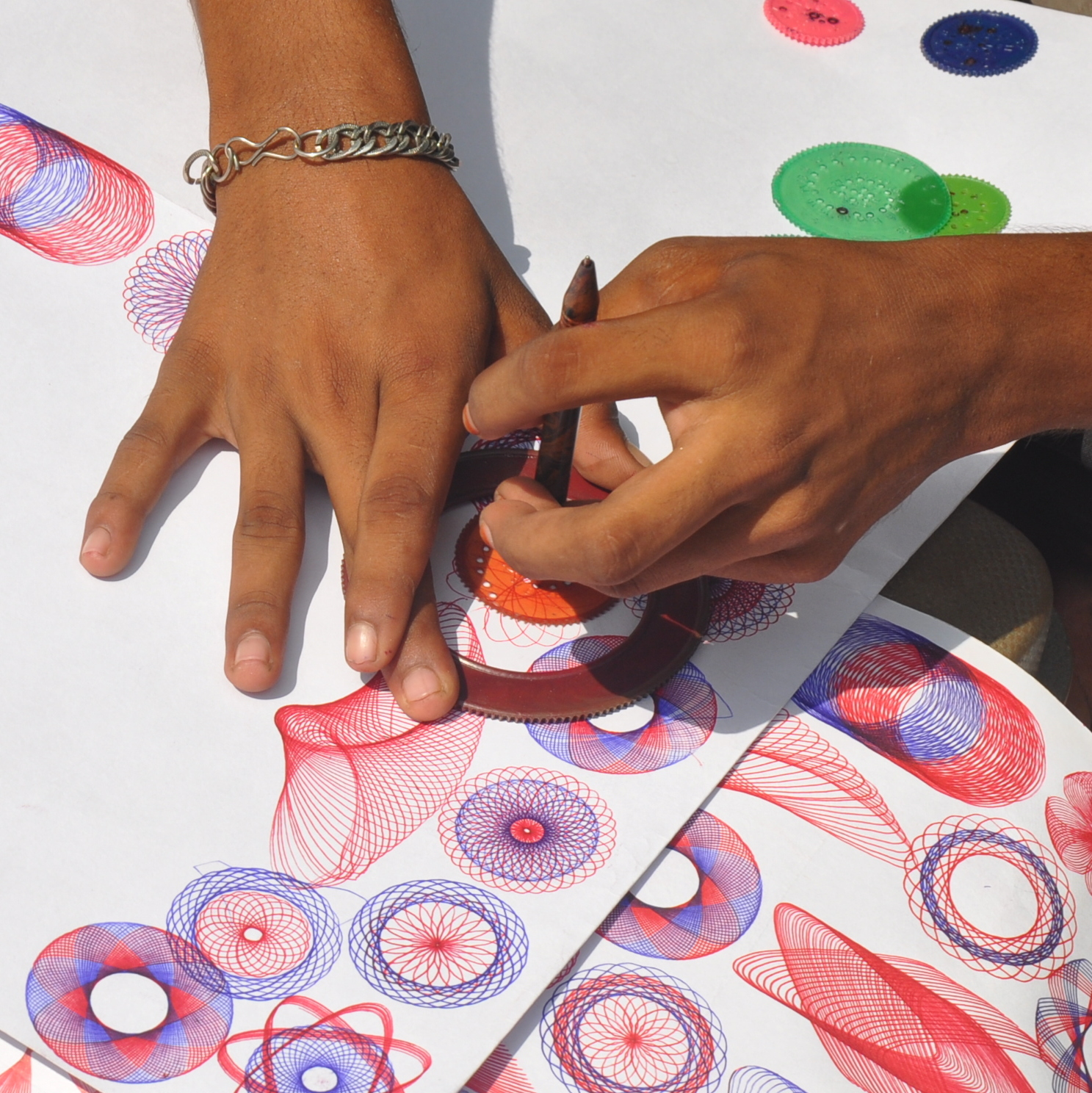
Dibuixant amb espirògraf

## Base matemàtica
Es necessiten definir varis de paràmetres per construir un espirògraf; el nombre total de cercles directius (n), la ratio entre els radis dels diferents cercles (m), la ratio entre la velocitat de gir dels diferents cercles (k), i la distància de cada cercle (d) respecte el centre de l'anterior.
El radi del cercle actual es calcula utilitzant la ratio descrita, {\displaystyle r_{i}=r_{i-1}*m}.
La distància del cercle actual respecte el centre es calcula tenint en compte el radi del cercle anterior i el del cercle actual, {\displaystyle d_{i}={r_{i-1} \over 2}\pm {r_{i} \over 2}}, aplicant la suma en el cas de l'epitrocoide i la resta en el de l'hipotrocoide.
La velocitat de gir es calcula partint de la velocitat de gir del cercle anterior i aplicant una ratio constant. Aquesta ratio és gairebé sempre negativa, és a dir, la direcció de rotació va alternant-se a cada cercle.
La fórmula més bàsica seria {\displaystyle v_{i}=v_{i-1}*k_{i}}. Aquesta velocitat és la que s'utilitza per actualitzar l'angle {\displaystyle \theta _{i}}.
Obtenim la posició de cada cercle:
{\displaystyle Px_{i}=Px_{i-1}+d_{i}*\cos(\theta _{i})}
{\displaystyle Py_{i}=Py_{i-1}+d_{i}*\sin(\theta _{i})}
Aquesta posició de l'últim cercle serà la utilitzada per aplicar el traçat final de l'espirògraf.
Exemple en pseudocodi:
```
// Definir els paràmetres necessaris
n = 11
r_ratio = 3
d_prev = 0.5
d_current = 0.5
k = -4

// Crear el cercle inicial
ary orbits = []
circle = Circle.new(size) // Mida del cercle immòbil
// Emmagatzemar tota la informació necessària del cercle
orbit = Orbit.new(circle, d=0, angle=0, speed=1)
orbits.push(o)

// Crear cadascun dels cercles partint de l'anterior
for i in 1...n
 prev = orbits[i - 1]
 size = previous.circle.size / r_ratio
 circle = Circle.new(size)
 circle.x = prev.circle.x
 circle.y = prev.circle.y
 d = previous.ciecle.size * d_prev + circle.size * d_current
 angle = previous.angle
 speed = previous.speed * k
 orbit = Orbit.new(circle, d, angle, speed)
 orbits.push(orbit)
end

// Actualitzar el dibuix canviant l'angle constantment
loop do
 // Actualitzar la posició de cada cercle
 Graphics.update
 for i in 1...orbits.size
 prev = orbits[i - 1]
 orbit = orbits[i]
 orbit.angle += orbit.speed
 d = orbit.distance
 dx = prev.circle.x + d * Math.sin(angle)
 dy = prev.circle.y + d * Math.cos(angle)
 end
 // Traçar el dibuix
 last = orbits[-1].circle
 if (last_drawn != NULL)
 sx = last_drawn.x
 sy = last_drawn.y
 draw_line(sx, sy, last.x, last.y)
 else
 set_pixel(last.x, last.y)
 end
 last_drawn = Point.new(last.x, last.y)
end
```